# Personaggi de I favolosi Tiny
Di seguito vengono descritti i numerosi personaggi della serie televisiva d'animazione I favolosi Tiny. I protagonisti della serie sono per lo più varie forme di animali antropomorfi, sulla base dei personaggi delle serie di cortometraggi Looney Tunes e Merrie Melodies. Nella serie, i personaggi frequentano una scuola chiamata Acme Looniversity, situata nel paese immaginario di Acme Acres.

## Personaggi principali

### Buster Bunny
Buster Bunny è un giovane coniglio bianco e blu con una camicia rossa e guanti bianchi ed è la star principale dello show insieme a Baby. Su diverse istanze in mostra, Buster è molto simile a Bugs Bunny che è il suo mentore. Buster infatti rispecchia il lato furbesco e da leader di Bugs. Fa spesso coppia con Baby Bunny (con cui non ci sono parentele nella prima serie, mentre nel reboot sono fratelli gemelli) di cui è innamorato come si vede in alcuni episodi (anche se in genere lui tende a evitare l'argomento). I suoi avversari sono il ricco bambino viziato Montana Max (che odia i conigli) ed Elmyra Duff, una bambina che ama gli animali carini (specie i conigli come Buster, sempre in fuga da lei) ma le sue attenzioni sono più che altro delle torture.
Ha fatto un piccolo cameo nella storia a fumetti dei Looney Tunes Che fine ha fatto Bugs Bunny?, pubblicata nel terzo volume (dedicato a Daffy Duck) della serie Gli eroi del fumetto di Panorama e TV Sorrisi e Canzoni. In questa storia Daffy e Porky Pig si convincono che Taddeo abbia ucciso Bugs Bunny e vanno a casa sua per investigare. La casa è piena di teste impagliate di vari Looney Tunes minori come Pete Puma. Alla fine Daffy trova quella che sembra una testa di coniglio coperta da un telo. Dopo aver tolto il telo scopre che la testa non appartiene a Bugs Bunny bensì appunto a Buster Bunny. Daffy e Taddeo si guardano un momento e ridacchiano prima di proseguire la storia.

### Baby Bunny
Baby Bunny (Babs Bunny) è una giovane coniglietta bianca e rosa con una maglietta gialla ed una gonna viola ed è la star principale dello show insieme a Buster. Su diverse istanze in mostra, Baby è molto simile a Bugs Bunny che è il suo mentore (anche se in un episodio cerca un mentore femminile). Baby rispecchia il lato giocherellone e clownesco di Bugs. È convinta di avere un grande talento comico; ama molto travestirsi e fare delle imitazioni. Fa spesso coppia con Buster Bunny (con cui non ci sono parentele nella prima serie, mentre nel reboot sono fratelli gemelli) di cui è innamorata come si vede in alcuni episodi in cui non nasconde i suoi sentimenti (anche se in genere lui tende a evitare l'argomento). I suoi avversari sono il ricco bambino viziato Montana Max, che odia i conigli esattamente come il suo mentore Taddeo, ed Elmyra Duff, una bambina che ama gli animali carini (specie i conigli come Baby, sempre in fuga da lei) ma le sue attenzioni sono più che altro delle torture. È molto amica di Fata Loon e Fifì La Fume con le quali forma anche un trio di cheerleader. Nel primo episodio della prima stagione che s'intitola "Gli Inizi", si scopre che ha 14 anni. Sua madre compare molto raramente e non quasi mai menzionata (eccetto nelle rarissime volte in cui compare) e quando compare si nota con evidenza che è molto più alta della figlia ed e che ha un'altezza sproporzionata per un coniglio.
Probabilmente sia Baby che Buster sono coetanei, cosa poi confermata dal reboot.

### Duca Duck
Duca Duck (Plucky Duck) è un giovane papero verde di sesso maschile con una canotta bianca. Egli è ritratto come simpatico, ma avido ed egoista (molto simile al suo mentore, nonché il suo idolo, Daffy Duck). Spesso è impegnato in diversi progetti con l'obiettivo di gloria personale che finiscono regolarmente male. È amico di Lindon J. Pig (che spesso gli fa da spalla) e Buster Bunny (anche se spesso infastidisce Buster per gelosia, ma i due in fondo sono buoni amici). A volte tende a travestirsi come Il Vendicatore Tossico, un eroe ecologico, e Bat-Duck, il paperotto pipistrello. Una sua versione infantile (Baby Plucky Ducky) è protagonista di alcuni segmenti. È anche protagonista di uno spin-off tutto suo.

### Lindon J. Pig
Lindon J. Pig (Hamton J. Pig), basato su Porky Pig; un porcellino golosissimo e poco coraggioso, con un'ossessione verso l'ordine e la pulizia. Spesso accompagna Duca, di cui è il migliore amico.

### Montana Max
Montana Max, basato su Yosemite Sam; un bambino ricchissimo, viziato, avido, molto prepotente e spesso addirittura crudele, uno dei due antagonisti principali della serie. Elmyra Duff è molto cotta di lui, ma Max non ricambia e fa il possibile per respingerla o evitarla. Come Elmyra, è un essere umano che frequenta l'Acme Looniversity. "Monty" come lo chiama Elmyra, è il primo vero cattivo della serie, come si è visto nell'episodio pilota, quando il capo dello studio ha rifiutato i piani dell'autore di averlo come star della serie. Tuttavia, ha un lato dolce mostrato molto raramente e almeno una volta ha dimostrato di avere una buona immaginazione.

### Elmyra Duff
Elmyra Duff è una bambina dai capelli rossi con un vestito azzurro, una gonna bianca ed un fiocco azzurro in testa ed appare spesso negli episodi dei Tiny come una dei due antagonisti principali della serie. Essa è basata su Taddeo. Elmyra è estremamente stupida ed il suo interesse principale è catturare ed accudire qualsiasi animale che le sembri carino compresi i suoi compagni di scuola come i due conigli Buster e Baby Bunny ed il gatto Furfolo. Peccato che le sue "attenzioni" si rivelino spesso più che altro delle torture per le povere bestiole che cercano disperatamente di scappare via da lei. È innamorata del ricco bambino viziato Montana Max che però non la ricambia.
Elmyra appare anche come guest-star in un episodio degli Animaniacs ed entra a far parte del cast della serie Mignolo, Elmyra e Prof. dove adotta i due topolini che hanno perso la loro casa al laboratorio Acme (nella serie non si fa più riferimento ai Tiny con Elmyra che va in una normale scuola).

### Fifi la Fume
Fifi La Fume, basata su Pepé Le Pew, a cui sarebbe pressoché identica se non fosse una femmina; è infatti anche lei una puzzola molto dolce, romantica e civettuola, sempre in cerca di affetto ma respinta per questioni di odore nonostante sia carina. Ha un forte accento francese.

### Gogo Dodo
Gogo Dodo, un uccello allegro, dispettoso e molto pazzerello, basato sul personaggio del Dodo in uno dei primi cartoni con Porky Pig. A differenza degli altri personaggi che frequentano l'Acme Looniversity, Gogo vive a Wackyland, una terra surreale dove gli sfondi cambiano continuamente e il cui ingresso si trova attraverso un ponte alla periferia della città di Acme Acres, la consueta ambientazione della serie.

### Fata Loon
Fata Loon (Shirley McLoon), basata su Melissa Duck; una gavia sensitiva con dei poteri psichici ed appassionata del new age. Oggetto delle attenzioni di Duca e Fowlmouth, entrambi a volte non corrisposti da lei.

### Furfolo
Furfolo (Furball), basato su Silvestro, che è il suo mentore; è uno sfortunato micetto randagio pacifico e innocente che si ritrova sempre coinvolto nelle situazioni più terribili. A differenza di Gatto Silvestro, fa raramente la parte del "cacciatore" e molto più spesso quella della vittima di cani e prepotenti in generale. A differenza di Silvestro e degli altri personaggi, Furfolo non parla ma si esprime con gesti ed espressioni del volto.

### Dizzy Devil
Dizzy Devil, basato su Tazmania Devil, ha il corpo di color Lilla, fatta eccezione per la pancia e per le tre macchioline che ha su entrambe le piante dei piedi, che sono Beije. Indossa sempre un cappellino giallo con l'elica e ha un occhio verde e uno rosa. Diversamente da Taz, in poche occasioni ha dimostrato di avere un certo legame d'amicizia con vari animali, nonché compagni di classe, che sarebbero sue potenziali prede. E benché sia irrefrenabile e vorace quanto il suo mentore, ci sono degli episodi in cui Dizzy svolge il ruolo di vittima anziché antagonista. In due episodi diventa l'animale domestico di Elmyra, dalla quale fuggirà entrambe le volte, stufo delle sue torture.

### Melody
Melody (Sweetie Pie), basata su Titti, il suo mentore; è un canarino femmina con le piume rosa e un fiocco sulla testa a cui Furfolo dà inutilmente la caccia. A differenza della sua controparte, a volte è lei stessa ad avere la parte del cacciatore, dato che tenta spesso di mangiare un povero vermetto, ma, come Silvestro, non ci riesce mai.

### Calamity Coyote
Calamity Coyote, basato su Wile E. Coyote, di cui condivide l'abitudine di esprimersi con i cartelli e l'abilità nel costruire vari marchingegni (con cui cerca da catturare Speedy Beep).

### Speedy Beep
Speedy Beep (Little Beeper), basato su Beep Beep, di cui condivide la gran velocità.

## Personaggi di supporto

### Ecciù
Ecciù (Li'l Sneezer), basato sul topino Sniffles, personaggio degli anni trenta, poco conosciuto in Italia, dove ha il nome di "Dudo". Porta questo nome a causa del suo temuto e devastante starnuto.

### Arnold il Pit Bull
Arnold il Pit Bull, un grosso e muscoloso cane prepotente che fa spesso da antagonista. Svolge diversi lavori e le sue apparenze sono una ovvia parodia di Arnold Schwarzenegger.

### Fowlmouth
Fowlmouth, basato su Foghorn Leghorn; un galletto che perde facilmente il controllo e tenta inutilmente di fare colpo su Fata.

### Mary Melody
Mary Melody, ragazza di colore il cui nome richiama le Merrie Melodies. Sempre gentile con tutti, appare poco nella serie.